# فیروزآباد (اسفراین)
فیروزآباد (اسفراین)، روستایی از توابع بخش مرکزی شهرستان اسفراین در استان خراسان شمالی ایران است.
این روستا زادگاه پهلوان شهید علی اکبر مرادیان است.
تقریباً تا دهۀ ۷۰ شمسی (۱۳۷۰) آب کشاورزی و شرب این روستا از یک رشته قنات تامین می‌شد.
در ضلع جنوبی این روستا منطقه‌ای بسیار سرسبز به نام «چهل‌چشمه» وجود داشت.

## جمعیت
این روستا در دهستان آذری قرار دارد و براساس سرشماری مرکز آمار ایران در سال ۱۳۸۵، جمعیت آن ۲۵۴ نفر (۶۷خانوار) بوده‌است.